# Palatul Kohn din Arad
Palatul Kohn Josef este o clădire situată pe strada Episcopiei nr. 9, în municipiul Arad. A fost ridicată în 1905 după planurile lui Ludovic Szantay.
De mari dimensiuni, cu o poartă carosabilă și pietonală din fier forjat cu decor floralo-vegetal, prin care se vede galeria porții, edificiul se încadrează stilistic în perioada geometrică a Secesiunii vieneze. Aceasta este consecința liniei sobre a fațadei, date de ornamentica geometrică ușor profilată, reflectată în ancadramente, și de cărămida aparentă a fațadei, dintre ferestrele etajului doi.
La interior, pe casa scării, se află decorul geometric la feroneria balustradei treptelor din marmură roșie, fresca plafonului, precum și vitraliile parțial păstrate.

## Imagini

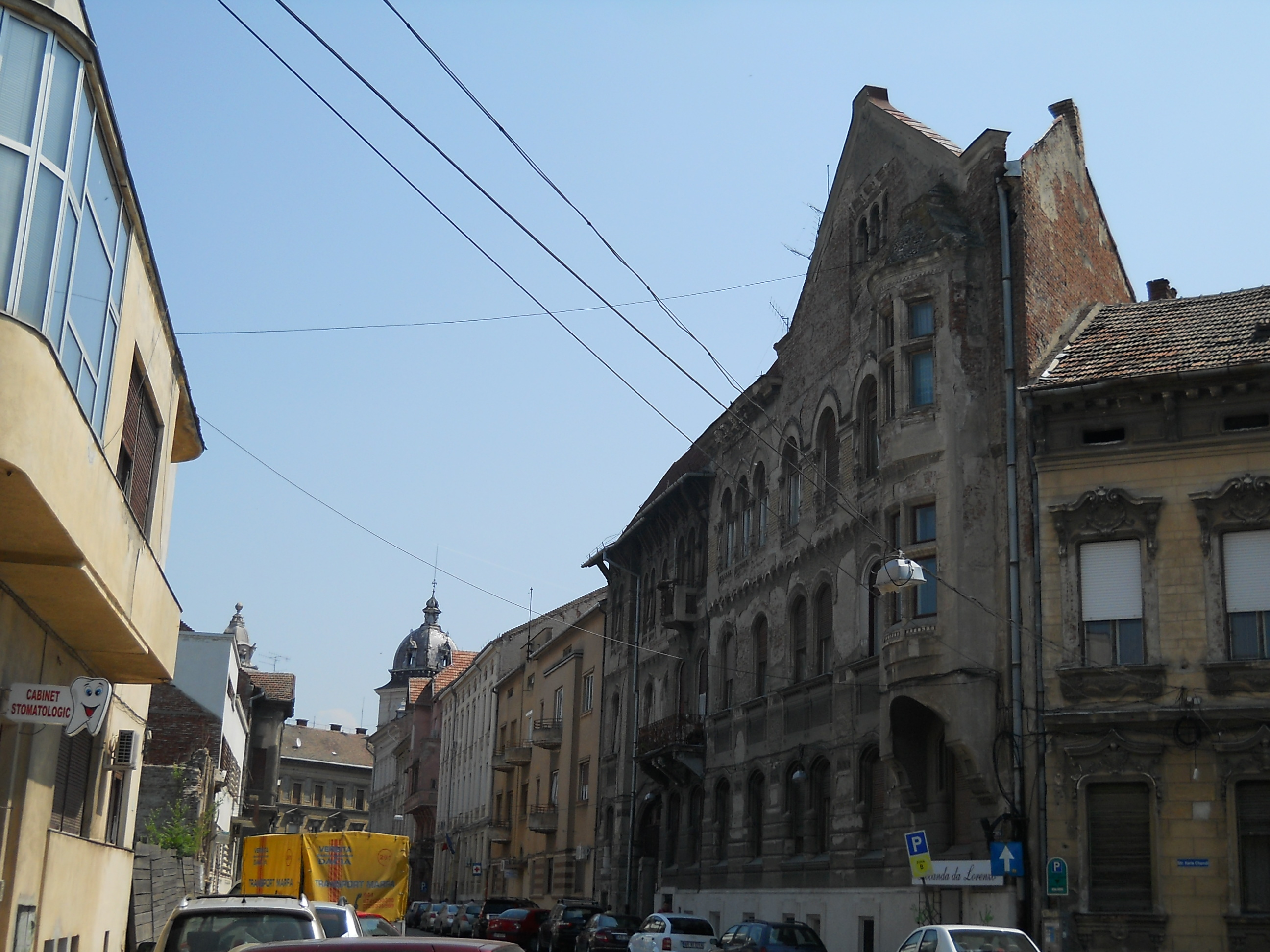
Palatul Kohn
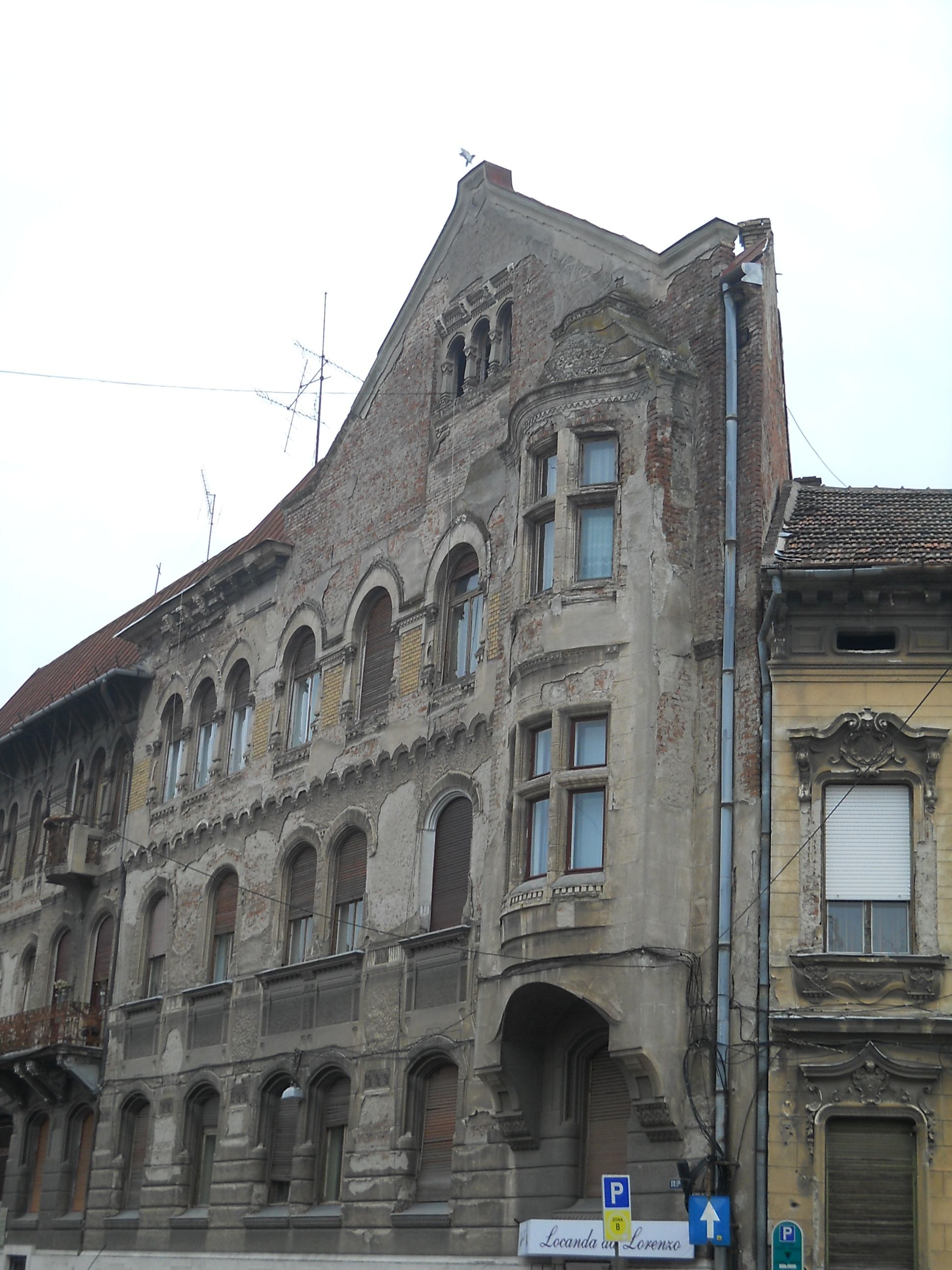
Palatul Kohn